# Senćansko groblje, Subotica
Senćansko groblje, gradsko groblje u Subotici. 
Nalazi se zabilježeno na zemljovidu gradskoga geometra Gabrijela Vlašića iz 1789. godine. U prošlosti se prostiralo između Senćanskog puta, Učke, Lošinjske ulice i željezničke pruge (46°05′30″N 19°40′47″E / 46.09156°N 19.67984°E), otkamo je premješteno na današnju lokaciju. Bilo je podijeljeno prema vjeroispovijedima. Poslije je premješteno nekoliko stotina metara južnije na današnju lokaciju. Ondje je podijeljeno na gradski dio, vojnički dio (danas prekopan). Ima i muslimanski dio koji je prije bio pokraj Židovskoga groblja. Po premještanju na Bajin hat (Bajinu gredu, tj. uzvisinu), moglo se širiti i nadograđivati sve dok mu razvoj nije zaustavila obližnja ciglana Mačkovića koja se širila.
Ovdje su pokopani Ambrozije Šarčević, Pere Tumbas Hajo, Lajoš Jakovetić, Mirko Vujković i dr. 
Spomenička dobra zastupa spomenik Ptica slomljenih krila, podignut u spomen žrtava partizanskih vlasti.
Oko groblja su ulice Bajnatska, Senćanski put, Mirka Pavića, Antuna Branka Šimića, Luke Karagića i Masarykova.